# Chinesische Formel-4-Meisterschaft 2016
Die chinesische Formel-4-Meisterschaft 2016 (offiziell Shell Cup FIA F4 Chinese Championship 2016) war die zweite Saison der chinesischen Formel-4-Meisterschaft. Es gab 15 Rennen, die Meisterschaft fand nur in China statt. Die Saison begann am 23. April und endete am 13. November jeweils in Zhuhai.

## Teams und Fahrer
Alle Teams und Fahrer verwendeten das Chassis von Mygale M14-F4. Als Motor kam der Geely G-Power JLD-4G20 zum Einsatz. Die Reifen stammten von Kumho.
| Team                           | Auto # | Fahrer            | Status | Rennwochenende | Quelle |
| ------------------------------ | ------ | ----------------- | ------ | -------------- | ------ |
| Champ Motorsport               | 02     | Xie Ruilin        |        | Alle           |        |
| Champ Motorsport               | 08     | Liu Wenlong       |        | 1, 4–5         |        |
| Champ Motorsport               | 58     | Yves Volte        | G      | 4              |        |
| AKZC Shunda Racing Team        | 03     | Chen Zhuoxuan     |        | 1              |        |
| Guangqi Automobile Racing Team | 05     | Alex Yang         | G      | 3              |        |
| Guangqi Automobile Racing Team | 07     | Yang Xi           |        | 1–2, 4–5       |        |
| Guangqi Automobile Racing Team | 88     | Wu Ruopeng        |        | 1–4            |        |
| Asia Racing Team               | 06     | Billy Zheng       | G      | 4              |        |
| Asia Racing Team               | 11     | Hon Chio Leong    | G      | 1, 3–4         |        |
| Asia Racing Team               | 27     | Zhu Tianqi        |        | 1              |        |
| Asia Racing Team               | 86     | Daniel Cao        | G      | 5              |        |
| UMC Utah Motorsports Campus    | 20     | Bruno Carneiro    |        | Alle           |        |
| UMC Utah Motorsports Campus    | 34     | Tommy Boileau     |        | 4              |        |
| Beijing Manthey Racing         | 21     | Liu Kai           |        | 1–3            |        |
| Beijing Manthey Racing         | 22     | Lin Taian         |        | Alle           |        |
| Beijing Manthey Racing         | 99     | Maxx Ebenal       |        | 4–5            |        |
| BlackArts Racing               | 28     | Pavan Ravishankar |        | 4              |        |
| Friends Come From Far Away     | 57     | Xi Xiuping        |        | Alle           |        |
| Friends Come From Far Away     | 76     | Liu Yang          |        | Alle           |        |
| PS Racing                      | 66     | Maxx Ebenal       |        | 1              |        |

## Rennkalender
Es gab fünf Veranstaltungen auf vier Strecken zu je drei Rennen, alle Rennwochenenden fanden in China statt. Neu in den Rennkalender aufgenommen wurde Chengdu.
| Nr. | Datum         | Rennstrecke                               | Sieger         | Zweiter        | Dritter        | Pole-Position  | Schnellste Rennrunde |
| --- | ------------- | ----------------------------------------- | -------------- | -------------- | -------------- | -------------- | -------------------- |
| 01. | 23. April     | Zhuhai International Circuit (Zhuhai 1)   | Liu Kai        | Wu Ruopeng     | Lin Taian      | Maxx Ebenal    | Liu Kai              |
| 02. | 24. April     | Zhuhai International Circuit (Zhuhai 1)   | Maxx Ebenal    | Liu Kai        | Bruno Carneiro |                | Maxx Ebenal          |
| 03. | 24. April     | Zhuhai International Circuit (Zhuhai 1)   | Maxx Ebenal    | Liu Kai        | Bruno Carneiro |                | Maxx Ebenal          |
| 04. | 28. Mai       | Chengdu Goldenport Circuit (Chengdu)      | Bruno Carneiro | Wu Ruopeng     | Xie Ruilin     | Bruno Carneiro | Bruno Carneiro       |
| 05. | 29. Mai       | Chengdu Goldenport Circuit (Chengdu)      | Bruno Carneiro | Wu Ruopeng     | Liu Kai        |                | Bruno Carneiro       |
| 06. | 29. Mai       | Chengdu Goldenport Circuit (Chengdu)      | Bruno Carneiro | Wu Ruopeng     | Liu Kai        |                | Bruno Carneiro       |
| 07. | 02. Juli      | Goldenport Circuit (Peking)               | Bruno Carneiro | Wu Ruopeng     | Lin Taian      | Hon Chio Leong | Bruno Carneiro       |
| 08. | 03. Juli      | Goldenport Circuit (Peking)               | Bruno Carneiro | Wu Ruopeng     | Lin Taian      |                | Bruno Carneiro       |
| 09. | 03. Juli      | Goldenport Circuit (Peking)               | Bruno Carneiro | Wu Ruopeng     | Liu Kai        |                | Bruno Carneiro       |
| 10. | 10. September | Shanghai International Circuit (Shanghai) | Bruno Carneiro | Maxx Ebenal    | Wu Ruopeng     | Maxx Ebenal    | Bruno Carneiro       |
| 11. | 11. September | Shanghai International Circuit (Shanghai) | Hon Chio Leong | Bruno Carneiro | Lin Taian      |                | Hon Chio Leong       |
| 12. | 11. September | Shanghai International Circuit (Shanghai) | Maxx Ebenal    | Bruno Carneiro | Lin Taian      |                | Maxx Ebenal          |
| 13. | 12. November  | Zhuhai International Circuit (Zhuhai 2)   | Maxx Ebenal    | Bruno Carneiro | Lin Taian      | Daniel Cao     | Maxx Ebenal          |
| 14. | 13. November  | Zhuhai International Circuit (Zhuhai 2)   | Bruno Carneiro | Maxx Ebenal    | Liu Wenlong    |                | Daniel Cao           |
| 15. | 13. November  | Zhuhai International Circuit (Zhuhai 2)   | Maxx Ebenal    | Bruno Carneiro | Liu Wenlong    |                | Maxx Ebenal          |

## Wertungen

### Punktesystem
Bei jedem Rennen bekamen die ersten zehn des Rennens 25, 18, 15, 12, 10, 8, 6, 4, 2 bzw. 1 Punkt(e). Es gab keine Punkte für die Pole-Position und die schnellste Rennrunde.
| Punkteverteilung | Punkteverteilung | Punkteverteilung | Punkteverteilung | Punkteverteilung | Punkteverteilung | Punkteverteilung | Punkteverteilung | Punkteverteilung | Punkteverteilung | Punkteverteilung | Punkteverteilung | Punkteverteilung |
| ---------------- | ---------------- | ---------------- | ---------------- | ---------------- | ---------------- | ---------------- | ---------------- | ---------------- | ---------------- | ---------------- | ---------------- | ---------------- |
| Platz            | 1                | 2                | 3                | 4                | 5                | 6                | 7                | 8                | 9                | 10               | PP               | SR               |
| Punkte           | 25               | 18               | 15               | 12               | 10               | 8                | 6                | 4                | 2                | 1                | –                | –                |

### Fahrerwertung
| Pos.                                      | Fahrer         | ZI1 | ZI1 | ZI1 | GIC | GIC | GIC | GPC | GPC | GPC | SIC | SIC | SIC | ZI2 | ZI2 | ZI2 | Punkte |
| Pos.                                      | Fahrer         | R1  | R2  | R3  | R1  | R2  | R3  | R1  | R2  | R3  | R1  | R2  | R3  | R1  | R2  | R3  | Punkte |
| ----------------------------------------- | -------------- | --- | --- | --- | --- | --- | --- | --- | --- | --- | --- | --- | --- | --- | --- | --- | ------ |
| 01                                        | B. Carneiro    | DNF | 3   | 3   | 1   | 1   | 1   | 1   | 1   | 1   | 1   | 3   | 3   | 2   | 1   | 2   | 302    |
| 02                                        | W. Ruopeng     | 2   | 4   | 4   | 2   | 2   | 2   | 2   | 2   | 2   | 4   | 7   | 5   |     |     |     | 187    |
| 03                                        | M. Ebenal      | DNF | 1   | 1   |     |     |     |     |     |     | 2   | 2   | 1   | 1   | 2   | 1   | 186    |
| 04                                        | L. Taian       | 3   | DNF | 6   | DNF | 5   | 4   | 3   | 3   | 4   | 5   | 4   | 4   | 4   | 5   | 4   | 168    |
| 05                                        | L. Kai         | 1   | 2   | 2   | DNF | 3   | 3   | 7   | 4   | 3   |     |     |     |     |     |     | 126    |
| 06                                        | X. Ruilin      | 4   | 8   | 7   | 3   | 8   | 5   | 6   | 7   | 6   | 9   | DNF | DNF | 5   | 7   | 8   | 109    |
| 07                                        | L. Yang        | 7   | DNF | 9   | 4   | 7   | 6   | 5   | DNF | DNF | DNF | 9   | DNF | 7   | 6   | 7   | 76     |
| 08                                        | Y. Xi          | 6   | 6   | 8   | 5   | 4   | 7   |     |     |     | 8   | DNS | DNS | DNF | 9   | 5   | 70     |
| 09                                        | X. Xiuping     | 9   | 9   | 11  | 6   | 6   | DNF | DNS | DNF | 5   | 11  | 10  | 10  | 6   | 8   | 6   | 66     |
| 10                                        | L. Wenlong     | DNF | DNF | DNS |     |     |     |     |     |     | DNF | 6   | 8   | DNF | 4   | 3   | 50     |
| 11                                        | T. Boileau     |     |     |     |     |     |     |     |     |     | 7   | 8   | 9   |     |     |     | 24     |
| 12                                        | Z. Tianqi      | 5   | 5   | 10  |     |     |     |     |     |     |     |     |     |     |     |     | 21     |
| 13                                        | C. Zhuoxuan    | 8   | 7   | 5   |     |     |     |     |     |     |     |     |     |     |     |     | 20     |
| 14                                        | P. Ravishankar |     |     |     |     |     |     |     |     |     | DNF | 12  | 7   |     |     |     | 12     |
| Nicht in der Fahrerwertung berücksichtigt |                |     |     |     |     |     |     |     |     |     |     |     |     |     |     |     |        |
| NC                                        | H. Leong       | DNS | DNS | DNS |     |     |     | 4   | 5   | DNF | 3   | 1   | 6   |     |     |     | –      |
| NC                                        | Y. Volte       |     |     |     |     |     |     |     |     |     | 6   | 5   | 2   |     |     |     | –      |
| NC                                        | D. Cao         |     |     |     |     |     |     |     |     |     |     |     |     | 3   | 3   | DNF | –      |
| NC                                        | A. Yang        |     |     |     |     |     |     | DNS | 6   | DNF |     |     |     |     |     |     | –      |
| NC                                        | B. Zheng       |     |     |     |     |     |     |     |     |     | 10  | 11  | DNF |     |     |     | –      |
| Pos.                                      | Fahrer         | R1  | R2  | R3  | R1  | R2  | R3  | R1  | R2  | R3  | R1  | R2  | R3  | R1  | R2  | R3  | Punkte |
| Pos.                                      | Fahrer         | ZI1 | ZI1 | ZI1 | GIC | GIC | GIC | GPC | GPC | GPC | SIC | SIC | SIC | ZI2 | ZI2 | ZI2 | Punkte |

| Legende       | Legende                        | Legende                                                              |
| Farbe         | Abkürzung                      | Bedeutung                                                            |
| ------------- | ------------------------------ | -------------------------------------------------------------------- |
| Gold          | –                              | Sieg                                                                 |
| Silber        | –                              | 2. Platz                                                             |
| Bronze        | –                              | 3. Platz                                                             |
| Grün          | –                              | 4. bis 10. Platz                                                     |
| Hellblau      | –                              | 10. Platz aufwärts (punktberechtigt)                                 |
| Blau          | –                              | Klassifiziert außerhalb der Punkteränge                              |
| Dunkelblau    | –                              | Klassifiziert innerhalb der Punkteränge aber keine Punktberechtigung |
| Violett       | DNF                            | Rennen nicht beendet (did not finish)                                |
| Violett       | NC                             | nicht klassifiziert (not classified)                                 |
| Rot           | DNQ                            | nicht qualifiziert (did not qualify)                                 |
| Rot           | DNPQ                           | in Vorqualifikation gescheitert (did not pre-qualify)                |
| Schwarz       | DSQ                            | disqualifiziert (disqualified)                                       |
| Weiß          | DNS                            | nicht am Start (did not start)                                       |
| Weiß          | WD                             | zurückgezogen (withdrawn)                                            |
| ohne          | PO                             | nur am Training teilgenommen (practiced only)                        |
| ohne          | DNP                            | nicht am Training teilgenommen (did not practice)                    |
| ohne          | INJ                            | verletzt oder krank (injured)                                        |
| ohne          | EX                             | ausgeschlossen (excluded)                                            |
| ohne          | DNA                            | nicht erschienen (did not arrive)                                    |
| ohne          | C                              | Rennen abgesagt (cancelled)                                          |
| ohne          | keine Teilnahme                |                                                                      |
| sonstige      | P/fett                         | Pole-Position                                                        |
| sonstige      | SR/kursiv                      | Schnellste Rennrunde                                                 |
| sonstige      | Q                              | Extrapunkte für Pole-Position                                        |
| sonstige      | X                              | Extrapunkte für gewonnene Positionen                                 |
| sonstige      | *                              | nicht im Ziel, aufgrund der zurückgelegten Distanz aber gewertet     |
| sonstige      | ()                             | Streichresultate                                                     |
| unterstrichen | Führender in der Gesamtwertung |                                                                      |

### Teamwertung
| Pos. | Team                           | Nr.   | ZI1 | ZI1 | ZI1 | GIC | GIC | GIC | GPC | GPC | GPC | SIC | SIC | SIC | ZI2 | ZI2 | ZI2 | Punkte |
| Pos. | Team                           | Nr.   | R1  | R2  | R3  | R1  | R2  | R3  | R1  | R2  | R3  | R1  | R2  | R3  | R1  | R2  | R3  | Punkte |
| ---- | ------------------------------ | ----- | --- | --- | --- | --- | --- | --- | --- | --- | --- | --- | --- | --- | --- | --- | --- | ------ |
| 01   | Beijing Manthey Racing         | 22    | 3   | DNF | 6   | DNF | 5   | 4   | 3   | 3   | 4   | 5   | 4   | 4   | 4   | 5   | 4   | 431    |
| 01   | Beijing Manthey Racing         | 99    |     |     |     |     |     |     |     |     |     | 2   | 2   | 1   | 1   | 2   | 1   | 431    |
| 01   | Beijing Manthey Racing         | 21    | 1   | 2   | 2   | DNF | 3   | 3   | 7   | 4   | 3   |     |     |     |     |     |     | 431    |
| 02   | UMC Utah Motorsports Campus    | 20    | DNF | 3   | 3   | 1   | 1   | 1   | 1   | 1   | 1   | 1   | 3   | 3   | 2   | 1   | 2   | 326    |
| 02   | UMC Utah Motorsports Campus    | 34    |     |     |     |     |     |     |     |     |     | 7   | 8   | 9   |     |     |     | 326    |
| 03   | Guangqi Automobile Racing Team | 88    | 2   | 4   | 4   | 2   | 2   | 2   | 2   | 2   | 2   | 4   | 7   | 5   |     |     |     | 257    |
| 03   | Guangqi Automobile Racing Team | 07/5  | 6   | 6   | 8   | 5   | 4   | 7   | DNS | 6   | DNF | 8   | DNS | DNS | DNF | 9   | 5   | 257    |
| 04   | Champ Motorsport               | 02    | 4   | 8   | 7   | 3   | 8   | 5   | 6   | 7   | 6   | 9   | DNF | DNF | 5   | 7   | 8   | 159    |
| 04   | Champ Motorsport               | 08    | DNF | DNF | DNS |     |     |     |     |     |     | DNF | 6   | 8   | DNF | 4   | 3   | 159    |
| 04   | Champ Motorsport               | 58    |     |     |     |     |     |     |     |     |     | 6   | 5   | 2   |     |     |     | 159    |
| 05   | Friends come from far away     | 76    | 7   | DNF | 9   | 4   | 7   | 6   | 5   | DNF | DNF | DNF | 9   | DNF | 7   | 6   | 7   | 142    |
| 05   | Friends come from far away     | 05    | 9   | 9   | 11  | 6   | 6   | DNF | DNS | DNF | 5   | 11  | 10  | 10  | 6   | 8   | 6   | 142    |
| 06   | PS Racing                      | 66    | DNF | 1   | 1   |     |     |     |     |     |     |     |     |     |     |     |     | 50     |
| 07   | Asia Racing Team               | 027/6 | 5   | 5   | 10  |     |     |     |     |     |     | 10  | 11  | DNF |     |     |     | 21     |
| 07   | Asia Racing Team               | 11/86 | DNS | DNS | DNS |     |     |     | 4   | 5   | DNF | 3   | 1   | 6   | 3   | 3   | DNF | 21     |
| 08   | AKZC Shunda Racing Team        | 03    | 8   | 7   | 5   |     |     |     |     |     |     |     |     |     |     |     |     | 20     |
| 09   | BlackArts Racing               | 28    |     |     |     |     |     |     |     |     |     | DNF | 12  | 7   |     |     |     | 12     |
| Pos. | Team                           | Nr.   | R1  | R2  | R3  | R1  | R2  | R3  | R1  | R2  | R3  | R1  | R2  | R3  | R1  | R2  | R3  | Punkte |
| Pos. | Team                           | Nr.   | ZI1 | ZI1 | ZI1 | GIC | GIC | GIC | GPC | GPC | GPC | SIC | SIC | SIC | ZI2 | ZI2 | ZI2 | Punkte |

| Legende       | Legende                        | Legende                                                              |
| Farbe         | Abkürzung                      | Bedeutung                                                            |
| ------------- | ------------------------------ | -------------------------------------------------------------------- |
| Gold          | –                              | Sieg                                                                 |
| Silber        | –                              | 2. Platz                                                             |
| Bronze        | –                              | 3. Platz                                                             |
| Grün          | –                              | 4. bis 10. Platz                                                     |
| Hellblau      | –                              | 10. Platz aufwärts (punktberechtigt)                                 |
| Blau          | –                              | Klassifiziert außerhalb der Punkteränge                              |
| Dunkelblau    | –                              | Klassifiziert innerhalb der Punkteränge aber keine Punktberechtigung |
| Violett       | DNF                            | Rennen nicht beendet (did not finish)                                |
| Violett       | NC                             | nicht klassifiziert (not classified)                                 |
| Rot           | DNQ                            | nicht qualifiziert (did not qualify)                                 |
| Rot           | DNPQ                           | in Vorqualifikation gescheitert (did not pre-qualify)                |
| Schwarz       | DSQ                            | disqualifiziert (disqualified)                                       |
| Weiß          | DNS                            | nicht am Start (did not start)                                       |
| Weiß          | WD                             | zurückgezogen (withdrawn)                                            |
| ohne          | PO                             | nur am Training teilgenommen (practiced only)                        |
| ohne          | DNP                            | nicht am Training teilgenommen (did not practice)                    |
| ohne          | INJ                            | verletzt oder krank (injured)                                        |
| ohne          | EX                             | ausgeschlossen (excluded)                                            |
| ohne          | DNA                            | nicht erschienen (did not arrive)                                    |
| ohne          | C                              | Rennen abgesagt (cancelled)                                          |
| ohne          | keine Teilnahme                |                                                                      |
| sonstige      | P/fett                         | Pole-Position                                                        |
| sonstige      | SR/kursiv                      | Schnellste Rennrunde                                                 |
| sonstige      | Q                              | Extrapunkte für Pole-Position                                        |
| sonstige      | X                              | Extrapunkte für gewonnene Positionen                                 |
| sonstige      | *                              | nicht im Ziel, aufgrund der zurückgelegten Distanz aber gewertet     |
| sonstige      | ()                             | Streichresultate                                                     |
| unterstrichen | Führender in der Gesamtwertung |                                                                      |